# Раджкот (округ)
Раджкот (гудж. રાજકોટ જિલ્લો; англ. Rajkot) — округ в индийском штате Гуджарат, в центральной части полуострова Катхиявар. Административный центр — город Раджкот, другие крупные города — Морви, Джетпур, Гондал, Дхораджи, Уплета, Ванканер, Джасдан. Площадь округа — 11 203 км². По данным всеиндийской переписи 2001 года население округа составляло 3 169 881 человек. Уровень грамотности взрослого населения составлял 74,16 %, что выше среднеиндийского уровня (59,5 %). Доля городского населения составляла 51,29 %.